# Manuel Aznar Zubigaray
Manuel Aznar Zubigaray (Echalar, Navarra, 18 de novembro de 1894 - 1975, Madrid) foi um jornalista, político e diplomata espanhol.

## Biografia
De família de classe média, nasceu em Echalar em 18 de novembro de 1894
En 1912 começou a colaborar no jornal integrista Tradición Navarra. Em 1913 estabeleceu-se en Bilbau e trabalhou na redação do jornal nacionalista, Euzkadi e na revista cultural Hermes. Durante a Primeira Guerra Mundial escreveu crónicas bélicas sob o pseudónimo Gudalgai. Em 1914 estreou o drama El jardín del mayorazgo. Em 1916 filiou-se no Partido Nacionalista Vasco. Foi correspondente em Marrocos, onde fez amizade com Francisco Franco Bahamonde. Em 1918 chegou à direção do jornal madrileno El Sol. Em 1922 partiu para Cuba, onde dirigiu El País, Diario de la Marina e Excelsior posteriormente integrado no El País. Permaneceria em Havana até o início da Segunda República Espanhola e aí nasceria uma das suas filhas. O seu contacto com Cuba em particular e com a Hispanoamérica em geral não terminaria aí, j+a que continuou a ser correspondente chefe de El Diario de la Marina e do diário argentino La Nación em Madrid durante a Guerra Civil. O seu conhecimento sobre o tema cubano fez com que fosse distinguido com o Prémio Juan Palomo par ao melhor artigo do ano por «Cuba, Lecciones de una Derrota».
Ao voltar a Madrid dirigiu de novo El Sol, filiando-se no Partido Republicano Conservador e dirigiu a sua campanha eleitoral de 1933.
Com a sublevação de Franco partiu para Paris e depois Burgos, trabalhando como propagandista e cronista militar. Em 1940 publicou Historia militar de la Guerra de España (1936-1939) e uns anos depois Historia de la Cruzada (1943–1944).
Dirigiu Diario Vasco, a agência de notícias EFE (1958) e La Vanguardia (1960-1964). Fundou a revista Semana e foi procurador nas Cortes.
Foi o embaixador da Espanha na República Dominicana (1948-1951), Argentina (1953-1955) e em Marrocos (1963-1964), e ministro plenipotenciário nos Estados Unidos. Foi o representante permanente da Espanha na ONU entre 1964 e 1967. Um dos seus netos, José María Aznar, chefiou o governo espanhol na década de 2000.